# Департамент статистики Естонії
Департамент статистики Естонії (ест. Statistikaamet, англ. Statistics Estonia) — національний орган статистики, установа юрисдикції Міністерства фінансів Естонії, котра займається державною статистикою. Заснований 1 березня 1921 року як Центральне бюро державної статистики.
Знаходиться за адресою Tatari 51, 10134 Таллінн. В Департаменті працює понад 400 осіб.
У 1991—2004 роках генеральним директором Департаменту був Рейн Вейтиусме, у 2004—2012 роках — Прійт Потісепп, у 2012—2017 роках — Андрес Оопкауп, з 10 квітня 2017 року — Март Мяґі.
Департамент тісно співпрацює з іншими внутрішніми і зовнішніми відомствами, такими як Статистичний офіс Європейського співтовариства (Євростат), Європейською економічною комісією ООН (UNECE), Організацією економічного співробітництва та розвитку (OECD), центральним Банком Естонії, міністерствами, Тартуським університетом, урядами повітів, органами місцевого самоврядування тощо.
За рік Департамент проводить понад 200 статистичних досліджень, виконуються окремі замовлення для естонських і зарубіжних споживачів статистики. Під юрисдикцію Департаменту також потрапляє проведення перепису населення в 2011 році (REL 2011) і перепис сільського господарства. Обсяг статистичних даних, які збираються, обробляються та публікуються Департаментом рік у рік зростає.

## Історія
Перші статистичні дані про Естонію можна знайти в «Данській оціночній книзі» (Liber Census Daniae) у другій половині 13 століття, де містилася інформація про сільськогосподарське використання земель в Північній Естонії. 10 травня 1863 року було засновано Центральний статистичний комітет Естляндської губернії, який провів на території Естонії перші два переписи населення: у 1871 році в Таллінні і в 1881 році в усій губернії. Комітет припинив свою діяльність у 1917 році.
1 березня 1921 було засновано Центральне бюро державної статистики, яке підпорядковувалося державному секретарю. Основні питання вирішувала Рада Державної Статистики. У Таллінні і Тарту працювало бюро статистики, в деяких повітових управах існували відділи статистики. В повітах працювало близько 1000 сільськогосподарських кореспондентів.
25 жовтня 1940 року Рада Народних Комісарів ЕРСР заснувала Статистичне Управління Естонської РСР — Центральне статистичне управління Естонської РСР, яке підпорядковувалося Центральному статистичному управлінню Радянського Союзу. У 1990 році Верховна Рада ЕРСР прийняла Закон про статистику. У тому ж році Державний Статистичний Комітет Естонської РСР був перейменований в Державний Департамент Статистики Естонської РСР.
Після відновлення незалежності Естонії в 1991 році було розпочато процес зміни принципів статистичної системи відповідно до потреб незалежної держави. Для цього в 1993 році відбулася ґрунтовна адміністративна реформа.
З липня по грудень 2017 року в рамках першого головування Естонії в Раді Європейського Союзу Департамент успішно головував у статистичній робочій групі Ради ЄС.
У листопаді 2017 року Департамент статистики Естонії запровадив нову базу даних (.Stat), яка пропонує нові можливості якіснішого подання даних. Технічні можливості нової бази:
- представлення великих масивів даних (англ. big data) в єдиній таблиці;
- можливість пошуку офіційної статистики безпосередньо з власної інфо-системи, вебсторінки, мобільного додатку тощо;
- придатний до машинного читання інтерфейс, за допомогою якого можливо запитати з бази даних будь-які опубліковані дані Департаменту;
- стають відкритими для використання стандарти SDMX-XML та SDMX-JSON.[3]